# Помпоній Мела
Помпо́ній Ме́ла (лат. Pomponius Mela, пом. 45), який творив близько 43 року н. е. — найбільш ранній римський географ.

## Біографія
Про це автора мало що відомо окрім його імені і місця народження — невелике містечко Тінгентера або Сінгентера на півдні Іспанії, в затоці Альгесірас (Algeciras Bay) (Mela ii. 6, § 96; Але текст в цьому місці пошкоджений).

## De situ orbis

Географія світу в уявленні Помпонія Мели

Його невелика праця (De situ orbis libri III.) являє собою компіляцію, що займає менше ста сторінок звичайним друкарським шрифтом, для якої характерно сухуватий виклад і методичні помилки, але чисто латинська манера письма, зрідка пожвавлюється образними описами. За винятком присвячених географії частин «Природної історії» Плінія (де Мела вказаний як авторитетне джерело) De situ orbis є єдиною збереженою географічною працею на класичній латинській мові.
Дата написання цієї праці може бути приблизно обчислена завдяки згадуванню ним (III, 6 § 49) планованої британської експедиції правлячого імператора, яким майже напевно є Клавдій, в 43 році. Те, що це опис не може стосуватися Юлія Цезаря, доводять кілька посилань на події часу правління Августа, особливо на деякі нові назви, присвоєні іспанським містам. Іноді Мелу ідентифікували з Л. Аннеєм Мелою (L. Annaeus Mela) з Кордуби, сином ритора Сенеки і братом великого Сенеки, але це неправдоподібно.
Погляди автора De situ orbis, в цілому, узгоджуються з поглядами, яких дотримувалися грецькі автори від Ератосфена до Страбона: можливо, останній був невідомий Мелі. Але Помпоній Мела займає унікальне місце серед стародавніх географів, оскільки, розділивши Землю на п'ять зон, тільки дві з яких населені, він стверджує про існування «антихтонів», мешканців південної помірної зони, недоступної для народів північних помірних областей через нестерпної спеки проміжного посушливого пояса. Що стосується територіального поділу та кордонів Європи, Азії та Африки, він слідує Ератосфену. Подібно до всіх класичних географів з часів Олександра Великого (крім Птолемея) він вважав Каспійське море затокою Північного океану, відповідно Перське і Арабське (Червоне море) затоками на півдні.

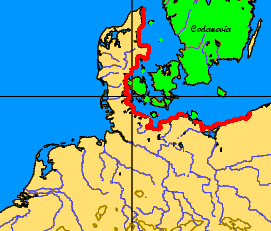
Береги Коданської затоки (Codanus sinus) відмічені червоним, а його численні острови — зеленим

Його уявлення про Індію поступаються уявленням деяких більш ранніх грецьких авторів: слідом за Ератосфеном він вважає, що ця країна займає південно-східний кут Азії, звідки узбережжя згинається на північ до Скіфії, а потім повертає на захід до Каспійського моря. Як завжди, він поміщає Рипейскі гори (Rhipaean Mountains) і гіпербореїв до Скіфського океану. У Західній Європі його пізнання (що було природно для іспанського підданого імператорського Риму) були дещо попереду уявлень грецьких географів. Він визначає західну берегову лінію Іспанії і Галлії і візирунчастість берегової лінії Біскайської затоки точніше, ніж Ератосфен і Страбон. Його уявлення про Британські острови і їх положення також чіткіші порівняно з його попередниками. Він був першим географом, який назвав Оркадські (Orcades) або Оркнейські острови, які їм визначені і розміщені досить точно. Його знання Північної Європи було недосконалим, але він говорить про велику затоку («Коданос синус») на північ від Німеччини, серед численних островів якої виділяється острів «Кодановія» (Codanovia). Ця назва знову з'являється в праці Плінія Старшого під ім'ям «Скатінавія» (Scatinavia). І Кодановія і Скатінавія — латинізовані форми передачі протогерманского *Skaðinawio, німецького назви для Скандинавії.
Описова методика Мели незвичайна і незручна. Замість опису кожного континенту окремо він починає опис з Гібралтарської протоки, описує країни, що прилягають до південного узбережжя Середземного моря, потім йде по колу повз Сирію і Малу Азію до Чорного моря, а потім повертається до Іспанії уздовж північного берега Евксіни, Пропонтиди, і т. д. Після опису середземноморських островів він переходить до океанської літоралі — послідовно на захід, північ, схід і південь — від Іспанії та Галлії по колу до Індії, від Індії до Персії, Аравії та Ефіопії, а потім знову повертається до Іспанії навколо Південної Африки. Як і більшість класичних географів він вважає, що цей континент оточений морем і не простягається далеко на південь.

## Видання
Перше видання праці Мели було опубліковано в Мілані в 1471 році. Першим хорошим виданням було видання Вадіануса (Vadianus) (Базель, 1522), за яким послідували Фосс(Voss) (1658), И. Гроновий (J Gronovius) (1685 и 1696), А. Гроновий (A. Gronovius) (1722 и 1728), Tzschucke (1806—1807), в семи частинах (Лейпциг, найдокладніше з усіх); найкращий текст містить видання Г. Пейті (Г. Paithey) (Берлін, 1867).

## Переклади
Відомий переклад на англійську мову Артура Голдинга Arthur Golding (1585).
- Латинський текст и французький переклад у виданні: Macrobe (oeuvres complètes), Varron (De la langue latine), Pomponius Méla (oeuvres complètes); avec la traduction en français et publiées sous la direction de M. Nisard (1863). P. 597—727.
- В серії «Collection Budé»: Pomponius Mela. Chorographie. Texte établi, traduit et annoté par A. Silberman. LXXIII, 442 p.

Російські переклади:
- Сведения о Скифии и Кавказе. // ВДИ. 1949. № 1. С.270-287.
- Помпоний Мела. / Пер. С. К. Апта. // Античная география. М.: 1953. С. 176—238.